# 齊盧伊科韋
49°27′52″N 38°50′10″E / 49.46444°N 38.83611°E
齊盧伊科韋（烏克蘭語：Цілуйкове）是位於烏克蘭東部的村莊，由盧甘斯克州斯瓦托韋區的比洛庫拉基內市鎮負責管轄。該村始建於1749年，面積55.2平方公里，海拔高度74米，2001年人口402，人口密度每平方公里7.3人。